# María Enriqueta Camarillo
Pour les articles homonymes, voir Camarillo (homonymie).
María Enriqueta Camarillo, aussi connue sous le nom de María Enriqueta Camarillo y Roa de Pereyra (1872-1968), est une romancière, poétesse, écrivaine et traductrice mexicaine. Des écoles et des bibliothèques sont nommées en son honneur ainsi qu'un buste du sculpteur espagnol Mariano Benlliure est érigé en son honneur dans le parc Hidalgo[Où ?]. Camarillo reçoit aussi l'Ordre d'Isabelle la Catholique en 1947 et l'Ordre Civil d'Alphonse X, le Sage en 1948.

## Biographie
María Enriqueta Camarillo y Roa est née le 19 janvier 1872 à Coatepec, dans l'État de Veracruz au Mexique, de Alejo Camarillo et Dolores Roa Bárcena, nièce de l'écrivain José María Roa Bárcena. Une plaque est apposée sur la maison dans laquelle elle est née, située rue Jiménez del Campillo à Coatepec. En 1879, son père est élu à la Chambre des députés et déménage avec sa famille à Mexico. En 1887, elle entre au Conservatoire national de musique et obtient son diplôme de professeure de piano en 1895. Sans abandonner sa musique, Camarillo se met alors à peindre et à écrire des vers. En 1897, son père est affecté à un poste administratif à Nuevo Laredo et la famille quitte la capitale. 
En 1894, elle publie son premier poème, « Hastío » dans le supplément littéraire du journal El Universal, utilisant le pseudonyme Ivan Moszkowski. Elle continue d'envoyer des poèmes à El Universal et à la Revista Azul, même après le déménagement de la famille à Nueva Larado. En 1897, elle envoie certains de ses travaux à Mundo Ilustrado, à El Expectador à Monterrey, à Crónica à Guadalajara et à El Diario à Mexico. 
En 1898, Camarillo se marie et retourne à Mexico. Son premier livre contenant un seul long poème, est publié en 1902. L'année suivante, son père meurt et Manuel Gutiérrez Nájera (en) lui offre l'occasion de raconter son histoire dans Revista Azul. « El maestro Floriani » est son premier texte de prose publié consacré à la mémoire de son père. Son premier recueil de poèmes, Rumores de mi huerto, paraît en 1908 et est réédité en 1922. 
Elle a travaillé pour un magazine féministe appelé La Mujer Mexicana de 1904 à 1906. La ligne éditoriale est consacrée à la culture de la domesticité du xixe siècle, mais il reste l'un des premiers magazines mexicains écrits par des femmes pour des femmes. Les femmes qui écrivent pour La Mujer Mexicana sont des poétesses, des écrivaines, des enseignantes, des avocates et des médecins, l'avocate María Sandoval de Zarco ; les écrivaines Dolores Roa Bárcena de Camarillo (sa mère), Laura Mendez (en), Dolores Jiménez y Muro et Dolores Correa Zapata, qui était également enseignante ; les médecins Columba Rivera, Guadalupe Sánchez et Antonia Ursúa ; et les professeures Luz Fernández Vda. de Herrera et Mateana Murguía de Aveleyra. 
En 1912, elle est chargée par l'éditeur Veuve de Charles Bouret de Paris d'écrire une série de livres pour enfants destinés aux lycées - un livre par classe. Rosas de la Infancia est écrit en 6 volumes, mais seulement 5 sont publiés. L'ouvrage doit être utilisé comme manuel et, après son impression en 1914, devient obligatoire dans le cadre des réformes de l'éducation initiées par José Vasconcelos du Secrétariat à l'éducation publique du Mexique. Ils restent un pilier de l'éducation mexicaine jusqu'à la modification des programmes scolaires par Lázaro Cárdenas pour adopter une idéologie socialiste. Les ouvrages sont également primé à plusieurs reprises par l’Espagne, mais beaucoup plus tard, après que le Mexique l'ait supprimé de ses listes scolaires. En 1927, elle obtient un partenariat de collaboration avec la Real Academia Hispano-Americana de Ciencias et Artes de Cadix. En 1930, elle remporte le prix du meilleur livre pour enfants pour Rosas de la Infancia au Salon littéraire de l'Exposition universelle de Séville. 
Son premier roman, Mirliton est publié à Madrid en 1918 et est bien reçu, puis est traduit en français. La même année, elle publie Jirón de Mundo et la suite Sorpresas de la vida en 1921. El Secreto (1922) est l'une de ses œuvres les plus louées et est traduite en italien et en portugais. Au Mexique, des écoles et les bibliothèques sont renommées en son honneur. Un monument est érigé dans le parc Hidalgo à Mexico, sur lequel figure un buste en bronze créé par le sculpteur espagnol Mariano Benlliure. Le roman est sélectionné en 1923 par l'Académie française comme le meilleur roman féminin hispanique et est finalement traduit en français. Elle reçoit un prix de l'Académie et des louanges de Paul Valéry. 
El misterio de su muerte et Enigma y Símbolo sont publiés en 1926, après son retour à la poésie avec Album sentimental (1926). Cuentecillos de cristal (1928) est une autre collection d'histoires pour enfants traduites en portugais et suivie par El arca de colores en 1929. Son livre suivant, Brujas, Lisboa, Madrid, est différent de tout ce qu’elle a écrit auparavant. C'est un récit de voyage s'intéressant à l'esprit des villes de Bruges, de Lisbonne et de Madrid et à la manière dont l'essence de chaque ville l'a affectée. Del tapiz de mi vida est un recueil de réflexions autobiographiques sur les enfants, la mort de sa mère et ses voyages en Belgique, en Suisse et en Espagne. 
Le mari de Camarillo est un diplomate au service du président Porfirio Díaz. Lorsque Díaz est évincé du pouvoir, le couple s'exile en Espagne. Elle vit alors en Espagne pendant 32 ans. Après la mort de son mari en 1942, Camarillo décide de rentrer au Mexique  et s'installe définitivement en 1948. 
En 1951, elle est nommée pour le prix Nobel de littérature en 1951, prix remis à Pär Lagerkvist cette année-là. 
En plus de ses propres écrits, Camarillo traduit des œuvres théâtrales françaises classiques et de la littérature du xviie siècle ; des témoignages de la Révolution française ; et des philosophes comme Charles Augustin Sainte-Beuve, Henri-Frédéric Amiel et Rodolphe Töpffer. 
Camarillo meurt le 13 février 1968 à Mexico et est enterrée au cimetière municipal de Coatepec.

## Hommages
Sa maison est transformée en musée après son décès et devient la Casa Museo Maria Enriqueta. Elle se situe dans sa ville natale de Coatepec Mexique. Elle n'est pas née dans cette maison, mais elle l'a reçue en cadeau lorsqu'elle est rentrée au Mexique après avoir vécu à l'étranger pendant de nombreuses années. 

## Distinctions
- 1923 : Prix littéraire de l'Académie française pour El Secreto, Meilleur roman féminin hispanique[22],[17].
- 1927 : pour Rosas de la Infancia est attribué un partenariat avec la Real Academia Hispano-Americana de Ciencias et Artes de Cadix[12].
- 1930 : Prix du meilleur livre pour enfants pour Rosas de la Infancia au Salon littéraire de l'Exposition universelle de Séville[15]
- 1947 : Ordre d'Isabelle la Catholique[12]
- 1948 : Ordre Civil d'Alphonse X le Sage[12]

## Œuvres choisies[Par qui ?]

### Poèmes
- (es) "Hastío", El Universal, Mexico (1894)
- (es) "Ruinas", El Universal, Mexico (1894)
- (es) "Mis dos amores", El Universal, Mexico (1894)
- (es) "Las consecuencias de un sueño" La Carpeta: Mexico (1902)
- (es) "Rumores de mi huerto" Mexico (1908)
- (es) "Parnaso de Mexico: antología general" Porrua, Mexico (1920)
- (es) "Rincones románticos" Juan Pueyo : Madrid (1922)
- (es) "Album sentimental" Espasa-Calpe : Madrid (1926)
- (es) "Poesías del Campo" Espasa-Calpe : Madrid (1935)
- (es) "Recordando dulcemente" Imprenta Sap : Madrid (1946)
- (es) "Hojas Dispersas" Patria: Mexico (1950)

### Livres
- (es) Rosas de la infancia: lectura para los niños, Viuda de Charles Bouret : Paris (1914)
- Mirliton, le compagnon de Jean Gedalge : Paris (1917)
- (es) Mirlitón J. Pueyo : Madrid (1918)
- (es) Jirón del Mundo Editorial-América : Madrid (1918)
- (es) Sorpresas de la vida Virtus : Buenos Aires (1921)
- (es) El secreto Editorial-América : Madrid (1922)
- (es) Entre el polvo de un castillo Virtus : Buenos Aires (1924)
- (es) El misterio de su muerte Calpe : Madrid (1926)
- Le secret : roman Bould & Gay : Paris (1926)
- (es) Enigma y símbolo Espasa-Calpe : Madrid (1926)
- (pt) Contenus de cristal Anuário Comercial : Lisbonne (1927)
- (es) Lo irremediable: novelas Espasa-Calpe : Madrid (1927)
- (es) Cuentecillos de cristal Araluce : Barcelone (1928)
- Mirliton: le compagnon Godalgo : Paris (1929)
- (es) L'Arche de couleurs Espasa-Calpe : Madrid (1929)
- (es) Tres figuras amadas Juan Pueyo: Madrid (1930)
- (es) Brujas, Lisboa, Madrid Espasa-Calpe: Madrid (1930)
- (es) Del tapiz de mi vida Espasa-Calpe: Madrid (1931)
- (es) Fantasia y Realidad Espasa-Calpe: Madrid (1933)
- (es) Nuevas Rosas de la Patria: Mexico (1954)